# Humburgshammer
Der Humburgshammer lag in Wermelskirchen, südwestlich vom Ort Dhünn im Tal der kleinen Dhünn in Nordrhein-Westfalen. Er hieß zunächst Carls- oder Röttges-Hammer und nach seinem letzten Besitzer Humburgshammer. Er ist in der großen Dhünntalsperre untergegangen.

## Geschichte
Carl Friedrich Humburg erhält am 31. Januar 1784 die Konzession für den neu angelegten Hammer auf der Dhünn; er hat dafür an Erkenntnis zu zahlen, jährlich zwei Taler 60 Stüber und vier Heller.

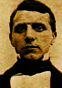
Carl Friedrich Humburg 1825–1874

Dazu leihen am 25. Februar  Carl Friedrich Humburg und Ehefrau Anna Klein 1000 Taler auf ihren Reckhammer auf der kleinen Dhünn, am Röttgen genannt, von Brass zur Doktorsdhünn. Im Jahre 1788 soll Carl Friedrich Humburg auf dem Hammer Wohnung genommen haben.
In den Jahren 1807 und 1809 pachtet Carl Friedrich Humburg 27 Morgen Land von dem Großherzoglichen Eigentum Eichholz, dafür zahlt er einen Taler und 40 Stüber Erkenntnis an die Kellnerei Burg.
Im Jahre 1818 vermieten die Eheleute Humburg an den Sohn Peter Johann Humburg zunächst, um ihm 1821 für 24.000 Taler den Hammer mit 67 Morgen Land zu verkaufen. Der ersteigert 1823 vor Notar Pfleger zu Wermelskirchen 30 Morgen Land aus der Domäne Eichholz, die er bereits 1829 wieder verkauft.
Im Urkataster von 1828 bis 1830 besitzt Peter Johann Humburg den Kataster Artikel 195, groß 67 Morgen mit Haus in Flur 6 Parz 254/253. Die Eheleute Peter Johann Humburg und Margarete geb. Fischer schenken 1850 den Hammer mit dem Gut ihren Kindern zum Nießbrauch vor Notar Euler in Wermelskirchen.
Bei der Versteigerung des Nachlasses des Carl Wilhelm Tillmanns zu Halzenberg im Jahre 1852, gehen zwei Kirchensitze für 70 Taler an Carl Humburg, Stahlfabrikant, Humburgshammer vor Notar Zimmermann.
Eine Versteigerung am 7. Juni und 26. Juli 1858 scheint nicht zum Erfolg geführt zu haben. Die Erben Humburg verkaufen 1863 an Carl Aug. Madel ein Haus in Flur 6 Parzelle 253. Ebenso verkaufen sie das Haus, den Hammer und die Knochenmühle mit allem Inventar an den Bruder Carl Friedrich Humburg für 3175 Taler.
Carl Friedrich Humburg und Ehefrau Emma Frowein kaufen im gleichen Jahr das Puddel- und Walzwerk zu Wiederstein bei Burbach bei Neukirchen (Westfalen) für 5000 Taler, welches sie 1864 für 8000 Taler wieder an verschiedene Interessenten verkaufen.
Bei der Neuanlage des Katasters 1866 besitzt Peter Josef Humburg den Artikel 235 groß 50 Mo Haus in Flur 6 Parzelle. Carl Humburg besitzt Artikel 234 groß zwei Morgen mit dem Haus in Flur 6 Parzelle 253. An der Erbeteilung Frowein 1870 zu Kreckersweg, Masse 13.421 Taler, ist Carl Humburg, Osminghausen, beteiligt.
Vor Notar Reichmann wird 1874 der Nachlass Carl Friedrich Humburg aufgenommen, Wert 73.845 Taler. Darin der Röttgeshammer mit 2800 Taler, ein Sparkassenbuch mit 1400 Taler, Feuer-Versicherungspolice des Röttgeshammer zu 3100 Taler, ein Haus in Dhünn 150 Taler, ein Piano 120 Taler, eine Hausuhr 20 Taler. Ausstehende Forderungen gesamt 70.440 Taler, darin der Schaafhausen’sche Bankverein zu Köln 4995 Taler, Schulden 4665 Taler.
Um 1890 soll kein Gebäude mehr am Humburgshammer gestanden haben.
Im Jahre 1903 wird durch Daniel Häusser eine Vernichtungsanstalt und Düngerfabrik am Humburgshammer geplant, deren Pläne sich erhalten haben.